# Dimitrios Agravanis
Dimitrios Agravanis (griechische Schreibweise: Δημήτρης Αγραβάνης; * 20. Dezember 1994) ist ein professioneller griechischer Basketballspieler. Er ist 208 cm groß und spielt auf der Position des Power Forward/Center.

## Karriere
Agravanis begann seine Profikarriere bei GS Marousi im Jahre 2010. Zwei Jahre später wechselte er zu Panionios Athen. 2013 wechselte er für fünf Jahre zu Olympiakos Piräus.

## Nationalmannschaft
Mit den griechischen Junioren-Nationalmannschaft spielte er an diversen Turnieren:
- 2010 mit der U16 an der U16-Europameisterschaft
- 2011 und 2012 mit der U18 an der U18-Europameisterschaft
- 2013 mit der U20 an der U20-Europameisterschaft

## Erfolge
- Intercontinental Cup: 2013
- Griechischer Meister: 2015, 2016
- Griechischer Supercup: 2020